# 克賴茨維爾 (伊利諾伊州)
克賴茨維爾（英語：Kritesville）是位於美國伊利諾伊州卡爾霍恩縣的一個非建制地區。該地的面積和人口皆未知。

## 地理
克賴茨維爾的座標為39°05′57″N 90°39′51″W / 39.09917°N 90.66417°W，而該地的平均海拔高度為142米（即466英尺）。